# Rio Tucumanduba
O rio Tucumanduba é um curso de água localizado no município de Abaetetuba, estado do Pará, Brasil. É um dos afluentes do rio Pará, onde desemboca depois de percorrer alguns quilômetros. Está dividido em Baixo e Médio Tucumanduba. Possui alguns afluentes, como o Rio Ajuaizinho, o Igarapé Capitão, rio Coelho, rio Rêgo, rio Acapú, rio Ipiramanha e o Furo do Tucumanduba.
No entorno do rio, existem diversas localidades ribeirinhas. Possui ilhas fluviais, entre as quais a ilha de Sirituba.